# Marija Gesnenge
Marija Gesnenge (bulgarisch Мария Гезненге, englische Transkription Maria Geznenge; * 13. März 1977) ist eine ehemalige bulgarische Tennisspielerin.

## Karriere
Gesnenge, die ihr Spiel auf Hartplätzen bevorzugte, begann im Alter von sieben Jahren mit dem Tennis.
Sie gewann während ihrer Karriere einen Einzel- und zwei Doppeltitel des ITF Women’s Circuits. Auf der WTA Tour sah man sie erstmal im Hauptfeld bei den Internazionali Femminili di Tennis di Palermo 2001, zusammen mit Tetjana Kowaltschuk im Doppel.
Zwischen 1999 und 2004 spielte sie für die bulgarische Fed-Cup-Mannschaft, wo sie bei sieben gespielten Matches fünfmal siegreich war.
2006 und 2009 stand sie im Kader beim Großflottbeker THGC, der in der 2. Bundesliga antrat.

## Turniersiege

### Einzel
| Nr. | Datum    | Turnier | Kategorie   | Belag | Finalgegnerin    | Ergebnis      |
| --- | -------- | ------- | ----------- | ----- | ---------------- | ------------- |
| 1.  | Mai 1998 | Sofia   | ITF $10.000 | Sand  | Olga Vymetálková | 4:6, 6:2, 6:1 |

### Doppel
| Nr. | Datum        | Turnier        | Kategorie   | Belag             | Partnerin        | Finalgegnerinnen            | Ergebnis      |
| --- | ------------ | -------------- | ----------- | ----------------- | ---------------- | --------------------------- | ------------- |
| 1.  | Oktober 2000 | Joué-lès-Tours | ITF $25.000 | Hartplatz (Halle) | Eleni Daniilidou | Mia Buric Laura Dell’Angelo | 5:3, 4:1, 4:0 |
| 2.  | August 2005  | Helsinki       | ITF $25.000 | Hartplatz         | Stafanie Haidner | Emma Laine Essi Laine       | 7:5, 2:6, 6:4 |

## Abschneiden bei Grand-Slam-Turnieren

### Einzel
| Turnier         | 2002 | 2003 | Karriere |
| --------------- | ---- | ---- | -------- |
| Australian Open | Q1   | Q1   | —        |
| French Open     | —    | Q1   | —        |
| Wimbledon       | Q1   | Q1   | —        |
| US Open         | 1    | Q2   | 1        |

Zeichenerklärung: S = Turniersieg; F, HF, VF, AF = Einzug ins Finale / Halbfinale / Viertelfinale / Achtelfinale; 1, 2, 3 = Ausscheiden in der 1. / 2. / 3. Hauptrunde; Q1, Q2, Q3 = Ausscheiden in der 1. / 2. / 3. Qualifikationsrunde; nicht ausgetragen